# Go-Saga
Go-Saga (japanska: 後嵯峨天皇?, Go-Saga ten'nō), född 1 april 1220, död 17 mars 1272. Regerade som Japans 88:e kejsare från 1242 till 1246. Go-Saga efterträddes av sin son 
Go-Fukakusa, och tolv år senare gjorde även en annan av hans söner, Fushimi, anspråk på tronen, vilket resulterade i att två konkurrerande kejsarhov uppstod.